# Kusti Eskola

Kustaa Oskari Eskola dit Kusti Eskola (né  le 19 août 1911 à Sievi et mort le 20 juillet 2003 à Sievi) est un homme politique finlandais,,,. 

## Biographie
Après avoir fréquenté l'école primaire, Kusti Eskola s'implique activement dans les activités du club de jeunes et du club sportif local. De 1928 à 1929, il étudie au Collège finlandais de la jeunesse.
En 1937, Kusti Eskola est élu au conseil municipal de Sievi, où il siègera jusqu'en 1960.
Kusti Eskola est député ML de la circonscription d'Oulu du 6 avril 1945 au 19 février 1962.
Au cours de ses mandats de député, Kusti Eskola est membre, entre autres, de la commission des affaires juridiques et de l'économie, la commission des affaires étrangères et la commission des finances. 
En outre, il est le deuxième vice-président du Parlement de 1961 à 1962. 
Kusti Eskola est l'un des soutiens solides du président Urho Kekkonen. 
Avant l'élection présidentielle de 1956, il prononce un discours radiophonique au nom de Urho  Kekkonen, qui a été largement repris et commenté. 
À la suite du discours, Kekkonen lui-même a envoyé à Kusta Eskola une chaleureuse lettre de remerciement.
Kusti Eskola est vice-ministre des Transports et des Travaux publics du gouvernement Kekkonen IV (09.07.1953–29.10.1953) et ministre de l'Agriculture du gouvernement Sukselainen I (02.07.1957–28.11.1957).
Il est aussi ministre des Transports et des Travaux publics des gouvernements Kekkonen IV (30.10.1953–16.11.1953), Sukselainen I (27.05.1957–01.07.1957) et Fagerholm III (29.08.1958–12.01.1959).
En 1962, Kusti Eskola abandonne la politique nationale, mais après cela, il conserve de nombreuses responsabilités, dont l'une des plus importantes est probablement la vice-présidence de la Confédération des producteurs agricoles en 1958-1975. 
Dans la banque OKO, Kusti Eskola est Membre du conseil de surveillance de la Confédération des banques coopératives finlandaises 1956-1978, président de la banque OKO 1962-1967 et président du conseil de surveillance de Sievin Osuuspankki 1951-1980. 
Il a aussi des fonctions régionales, par exemple au sein du Conseil forestier d'Ostrobotnie centrale et de Korpelan Voima. 
Kusti Eskola a aussi participé à la vie paroissiale en siégeant au conseil de l'église de Sievi pendant vingt ans de 1950 à 1971.
En 1967, il reçoit le titre de conseiller agricole.
Kusti Eskola est décédé le 20 juillet 2003 à son domicile de Sievi à l'âge de 91 ans.